# مدنة كبيرة
مدنة كبيرة قرية سوريّة تتبع إداريّاً لمحافظة حلب منطقة منبج ناحية مركز منبج، بلغ تعداد سكانها 945 نسمة حسب التعداد السكاني لعام 2004.